# 21509 Lucascavin
21509 Lucascavin è un asteroide della fascia principale. Scoperto nel 1998, presenta un'orbita caratterizzata da un semiasse maggiore pari a 2,2811558 UA e da un'eccentricità di 0,1129768, inclinata di 5,98688° rispetto all'eclittica.